# Mycosyrinx microspora
Mycosyrinx microspora är en svampart som beskrevs av Cant. 1948. Mycosyrinx microspora ingår i släktet Mycosyrinx och familjen Mycosyringaceae.   Inga underarter finns listade i Catalogue of Life.